# Municipio de Centerville (condado de Turner)
El municipio de Centerville (en inglés: Centerville Township) es un municipio ubicado en el condado de Turner en el estado estadounidense de Dakota del Sur. En el año 2010 tenía una población de 158 habitantes y una densidad poblacional de 1,73 personas por km².

## Geografía
El municipio de Centerville se encuentra ubicado en las coordenadas 43°8′4″N 96°59′30″O / 43.13444, -96.99167. Según la Oficina del Censo de los Estados Unidos, el municipio tiene una superficie total de 91.18 km², de la cual 91,13 km² corresponden a tierra firme y (0,05 %) 0,05 km² es agua.

## Demografía
Según el censo de 2010, había 158 personas residiendo en el municipio de Centerville. La densidad de población era de 1,73 hab./km². De los 158 habitantes, el municipio de Centerville estaba compuesto por el 97,47 % blancos, el 2,53 % eran amerindios. Del total de la población el 0,63 % eran hispanos o latinos de cualquier raza.